# Kehidakustány
Kehidakustány là một thị trấn thuộc hạt Zala, Hungary. Thị trấn này có diện tích 19,75 km², dân số năm 2010 là 1058 người, mật độ 54 người/km².